# Internetlinguistik
Die Internetlinguistik (kurz IL) ist eine Teildisziplin der Sprachwissenschaft (Linguistik), die sich mit der wissenschaftlichen Untersuchung der Sprachverwendung in Abhängigkeit von der spezifischen Online-Umgebung beschäftigt. Basierend auf der Linguistik werden sprachliche Phänomene analysiert, die im und durch das Internet entstehen.

## Einleitung

### Definition
Die Internetlinguistik beschäftigt sich „mit der Sprachverwendung im Internet und damit mit einem spezifischen kommunikativen Kontext, dessen Charakteristika in alle Analysen einfließen. Bei der IL handelt es sich um eine Schnittstellendisziplin, die – wie für die Angewandte Linguistik typisch – neben linguistischen Zugängen, kommunikations- und medienwissenschaftliche Methoden kombiniert und durchaus auch sozio- und psychologische Fragestellungen motiviert“. Es handelt sich um eine weite Definition, um der Dynamik des Untersuchungsgegenstandes gerecht zu werden. Aufgabe der IL ist es außerdem, die neuen Kommunikationsmodalitäten zu beschreiben.

### Entstehung
Mit dem medialen Zeitalter ist ein neues Forschungsfeld für die Linguistik (und andere Wissenschaftsdisziplinen) entstanden. Erste Publikationen zum Thema Sprache und Kommunikation im Netz gab es bereits in den 1990er Jahren. Beispiele dafür sind „Sprache und Kommunikation im Netz“ von Runkehl, Schlobinski & Siever (1998), „Netzsprache“ von Crystal (2006) sowie Rosenbaum (1996) und „Phänomene der Chatkommunikation“ von Beißwenger (2002). Der Sprachwissenschaftler David Crystal verfasste die erste englischsprachige Publikation zum Thema „Internet linguistics“. Die wissenschaftliche Auseinandersetzung mit der IL im deutschsprachigen Raum ist auf die Sprachwissenschaftler Konstanze Marx und Georg Weidacher zurückzuführen. Sie erweiterten das Forschungsfeld von isolierten Beobachtungen hin zur Sprachverwendung im Internet.

### Überblick
In der IL wird unter anderem folgenden Fragen nachgegangen: Wie beeinflussen sich Sprache und Internet gegenseitig? Wie gestaltet sich die Kommunikation in den Internetdiensten selbst? Wie wird der Untersuchungsgegenstand der Linguistik durch das Internet erweitert? Wird die spezifische Kommunikationsumgebung verändert?
Es werden demnach nicht nur Web-Inhalte an sich analysiert, sondern auch solche sprachlichen Phänomene die nur mithilfe der Internettechnologie übertragen werden können, wie z. B. Hashtags, Skypekonversationen, Memes etc.
Die Bezeichnung „Internet-Linguistik“ hat sich etabliert, da das Lexem Internet alltagssprachlich eher weit verwendet wird und das Web, das Netz, das WWW, das Internet als Kommunikationsraum, das Internet als Speichermedium und das Internet als Übertragungsmedium umfassen.
Die IL betrachtet nicht, wie sich die Linguistik im Internet präsentiert. Sowohl methodisch als auch inhaltlich weist die IL Anknüpfungspunkte zu anderen wissenschaftlichen Disziplinen auf.

## Methoden
Die Methoden der IL sind Instrumente zum Sammeln und Analysieren digitaler Daten unter linguistischen Fragestellungen. Sie umfassen zwar traditionelle Ansätze der Linguistik, sind jedoch zum großen Teil interdisziplinär ausgerichtet. Methodische Konvergenzen bestehen zu den verwandten Disziplinen der Korpuslinguistik, der Computerlinguistik sowie der Medien- und Kommunikationswissenschaft. Aufgrund der dynamischen Beschaffenheit des Forschungsgegenstandes kommen stetig weitere Methoden hinzu.
Typische Methoden und Tools der IL sind:
1. Korpusgenerierung und Analyse
2. Log-File-Analyse
3. Offline-Datenerhebung
4. Online-Fragebögen

### Korpusgenerierung und Analyse
Korpora sind umfangreiche Datensammlungen gesprochener und geschriebener Texte, die auch in der traditionellen Linguistik Verwendung finden. In der Internetlinguistik zeichnen sie sich durch Folgendes aus:
- hypothesengeleitete Untersuchung sprachlicher Phänomene
- mit Blick auf die Forschungsfrage zusammengestellt, um mögliche charakteristische Eigenschaften des betreffenden Sprachausschnitts abzubilden
- in der Größenordnung von mehreren Millionen Textwörtern existent[3]
- elektronisch verfügbar
- mittels Computer und statistischer Programme und Verfahren analysierbar

Die zwei großen bereits bestehenden deutschsprachigen Korpora sind das DeReKo des IDS-Mannheim und das Digitale Wörterbuch der deutschen Sprache-Projekt der BBAW, die jedoch geschriebene Gegenwartssprache an sich enthalten. Beispielhaft für Korpora netzbasierter Sprache stehen:
- das USENET[6] Korpus, englischsprachig
- das Dortmunder Chatkorpus[7]
- Mediensprache.net,[8] mit SMS- und Nickname-Korpora
- deWac,[9] die deutsche Seite von WaCky
- das Schweizer SMS-Korpus[10]
- Leipziger und Schweizer Whatsapp-Korpus

Die Korpusgenerierung im Internet steht vor besonderen Herausforderungen. Dazu gehören u. a. die Verarbeitung von Big-Data-Mengen, die Zitierproblematik und die Urheberrechtsfrage. Siehe dazu Das WWW als Korpus.
Zur Einführung sowie zur Vertiefung der Thematik sei hier auf die Online-Kurse zu Grundlagen und Werkzeugen, die linguistischen Beiträge im Korpuslinguistik Handbuch sowie das aktuelle Textbuch Internetlinguistik verwiesen. Neuere Publikationen befassen sich neben dem Web als Korpus auch mit der sprachwissenschaftlichen Betrachtung von Twitter und den Sozialen Medien.
Weitere hilfreiche Projekte und Tools:
- TEI (Text Encoding Initiative), welche Dokumentenformate zur Kodierung für Texte in digitaler Form entwickelt und unterhält.
- BootCat, erstellt Online-Korpora
- WebCorp live, eine linguistische Suchmaschine

### Log-File-Analyse
Mittels installierter Protokollierungsprogramme werden bei der Log-File-Analyse technische Informationen über den Datenverkehr gesammelt und ausgewertet. Diese Methode ist mit einer Offline teilnehmenden Beobachtung vergleichbar, die darüber hinaus Inhalte aufzeichnet. Die Versuchspersonen wissen von der Aufzeichnung ihrer Daten. Diese Methode eignet sich besonders für Online-Gespräche in Social-Media-Kanälen und Chaträumen.
Als Herausforderung für die Log-File Analyse gilt das Beobachterparadoxon nach Labov. Das heißt Gespräche so zu beobachten und aufzuzeichnen, als hätten sie ohne Beobachtung und Aufzeichnung stattgefunden.

### Offline Datenerhebung
Diese Methode ist zur Untersuchung von Online-Phänomenen geeignet, die mit keiner der vorherigen Methoden erschließbar sind oder kein bzw. eingeschränkter Zugang zu den Daten besteht. Häufig besteht das Forschungsinteresse z. B. an sehr persönlicher, emotionaler Kommunikation, welche vorrangig in geschützten oder nicht öffentlich einsehbaren Bereichen von sozialen Netzwerken oder Foren stattfindet.
Das Ziel ist der Aufbau eines persönlichen Offline-Kontaktes zu Probanden, um diese zu motivieren, Protokolle über ihre Online-Aktivität für Forschungszwecke zu erstellen.
Marx und Weidacher schlagen für Offline Datenerhebung einen Fragenkatalog für Fragebögen bzw. Flyer vor.

### Online-Fragebögen
Der Fragebogen ist ein klassisches Erhebungsinstrument der empirischen Sozialforschung. In der IL wird er genutzt, um z. B. die Verbreitung spezifischer Lexeme oder Urteile über Grammatikalität zu untersuchen.
Es ergeben sich folgende Vor- und Nachteile, wobei die Vorteile überwiegen:
- schnell ausfüll- und verschickbar (erreichen größere Probandengruppen auch weit entfernt, ohne größeren finanziellen Aufwand)
- gute Rücklaufquote, anders als per Post oder mit einem Befragungsleiter
- höhere Motivation, da Befragte selbst den Zeitpunkt zum Antworten wählen
- nicht kontrollierbar, wer den Fragebogen wie, wann und warum ausfüllt und ob überhaupt von einer Person beantwortet (und nicht einer Gruppe)

Die Möglichkeiten webbasierter linguistischer Forschung im Zusammenhang mit Massendaten werden weiterhin in wissenschaftlichen Fachpublikationen diskutiert. Es bleiben alle Probleme des klassischen soziologischen Fragebogens zu bedenken: Wie repräsentativ ist die Stichprobe, sind die Fragen eindeutig und gibt es eine Verzerrung?
Hilfe zur Erstellung von Fragebögen für nichtkommerzielle Zwecke bietet SoSci Survey. Dort findet sich auch ein Verweis auf weitere kostenlose Alternativen für kleinere Umfragen wie LamaPoll oder Voycer, oder Open-Source-Tools für eigene Server wie LimeSurvey, opensurveypilot und Wextor.

## Das WWW als Korpus
Dynamischer Datenpool
Das WWW ist für die Sprachwissenschaft vor allem deshalb so interessant, weil es einen dynamischen und quasi unendlichen Datenpool bietet. Dieser Datenpool generiert sich ständig neu, da sekündlich sprachliche Äußerungen von Usern produziert und im Web 2.0 veröffentlicht werden. Somit bietet das WWW der Sprachwissenschaft die Grundlage für umfassende Untersuchungen unterschiedlichster sprachlicher Phänomene.
Verschiedene Textproduzenten und Textsorten
Grundsätzlich steht das WWW jedem, unabhängig von sozialem Status, Bildung, Alter, Beruf oder Herkunft, zur Verfügung. Dabei werden den Usern unterschiedliche soziale Netzwerke und Foren geboten, wie beispielsweise Twitter, Facebook, Instagram oder Tumblr. Diese Plattformen bieten den Mitgliedern die Möglichkeit, sich über bestimmte Sachverhalte zu informieren, sich mit anderen Usern auszutauschen, auf Inhalte zu reagieren, sich mitzuteilen und die eigene Meinung offenzulegen. Durch diese Diversität wird sehr vielfältiges Sprachmaterial erzeugt, da die User sich im Spannungsfeld verschiedener Textsorten bewegen. So können sie sich in privaten Nachrichten ausdrücken, ebenso wie in E-Mails, Kommentaren oder Statusmeldungen.
Anonymität
Die vermeintliche Anonymität im Netz lässt bei Usern die Hemmschwelle sinken, sich frei zu äußern. Dadurch können emotionale Äußerungen entstehen, die in anderen Medien nicht produziert würden. Sprecher oder Autoren der öffentlichen Medien wie Zeitungen, Radio oder TV sind sich ihrem Publikum bewusst und wissen, dass ihre Äußerungen womöglich Konsequenzen haben können. Die Anonymität des Internets produziert hingegen einen eigenen Sprachpool und wiegt die Textproduzenten so in Sicherheit. Dass sich die Autoren im Web 2.0 durch diese Anonymität geschützt fühlen, kann ein Vorteil für sprachwissenschaftliche Untersuchungen sein, da den Linguisten so eine ungefilterte Menge an Sprachmaterial zur Verfügung steht. In den letzten Jahren ist jedoch die Tendenz zu beobachten, dass sich User darüber bewusst werden, dass sprachliche Äußerungen im WWW an die Öffentlichkeit gelangen.
Urheberrecht
Im Zusammenhang mit dem für Forschungszwecke verwendeten Sprachmaterial stellt sich die Frage nach dem Urheberrecht. Die Schwierigkeit für die IL liegt darin, zu entscheiden, wie man mit veröffentlichten Äußerungen verfahren sollte und inwiefern es legitim ist, Sprachdaten aus dem Netz für Forschungszwecke zu nutzen.
Zitat als Lösung für die Problematik des Urheberrechts
Grundsätzlich ist es möglich, sprachliche Daten für linguistische Untersuchungen zu verwenden, auch wenn diese unter das Urheberrecht fallen. Allerdings muss das Sprachmaterial unter bestimmten Voraussetzungen zitiert werden:
- Der Publikationsort, von dem das Zitat stammt, sollte in jedem Fall zitiert werden. Auch das Datum und die Uhrzeit sollten, wenn möglich, angegeben werden. Dabei ist die Angabe nicht nur aus rechtlichen Gründen notwendig. Für die sprachwissenschaftliche Untersuchung bedarf es genauer Zeitangaben.
- Sofern die Benutzer Pseudonyme oder Nicknames verwenden, muss eine Anonymisierung bei der Verwendung des Datenmaterials gewährleistet werden.
- Bei Klarnamen und öffentlichen Institutionen ist eine Anonymisierung nicht notwendig. Die Sprecher äußern sich bewusst in öffentlichen Netzwerken und nutzen das WWW, um für die eigene Person, Partei oder etwa für das Unternehmen zu werben.
- Bei Screenshots, die beispielsweise aus privaten Chats entnommen werden, müssen die Klarnamen und Bilder unkenntlich gemacht werden.

Wer ist der Textproduzent
Eine Herausforderung besteht darin, den Autor ausfindig zu machen. Gelingt dies nicht, können Zweifel an der Richtigkeit und Authentizität der produzierten Texte aufkommen, da das Datenmaterial verfälscht, weitergegeben und vervielfältigt worden sein kann.
Die Suche nach relevanten Daten
Aufgrund der riesigen Datenmenge des WWW ist es für Sprachwissenschaftler schwierig, entsprechend relevantes Sprachmaterial für die jeweilige Untersuchung zu finden. Die IL steht vor der Frage, wann und in welchem Kontext das Sprachmaterial produziert wurde, denn die Texte im Netz können schon Jahre vor der Veröffentlichung verfasst worden sein.
Suchmaschinen
Besondere Aufmerksamkeit bei der Betrachtung von Sprachmaterial im WWW gilt Suchmaschinen wie Google oder Yahoo. Folgende Probleme lassen sich bzgl. der Suchmaschinen nach Noah Bubenhofer finden:
- Beschränkte Abfragesprache

```
Die herkömmlichen Suchmaschinen des WWW sind nicht in der Lage Auslassungszeichen zu berücksichtigen, wie es Datenbanken in der Regel tun. Es ist nicht möglich, mit Auslassungszeichen wie Apostrophen ('), Gedankenstrichen (–) oder Auslassungspunkten (…) zu arbeiten, um die Flexionsformen bestimmter Lexeme zu bestimmen.
```

- Fehlende Annotation

```
Suchmaschinen weisen, anders als bestehende Korpora, keine Annotationen auf. Sie können keine Zusatzinformationen zur gesuchten Phrase geben. Unklar bleiben etwa Informationen bzgl. Präpositionen, Nominativ oder Artikel.
```

- Repräsentativität der erfassten Webseiten

```
Suchmaschinen können nicht den gesamten relevanten Content zeigen. Sie sind nicht in der Lage alle Inhalte zu erfassen und zu indizieren. Bestimmte Inhalte werden aus rechtlichen oder politischen Gründen vorenthalten. Diese Inhalte fallen unter den Begriff 
Deep Web
. So lässt die chinesische Regierung etwa Seiten wie Facebook oder besondere Nachrichtenseiten sperren, um den Bürgern bestimmte Informationen und Nachrichten vorzuenthalten.
```

- Intransparenz beim Indizieren und Ranking

```
Die Suchmaschinen versuchen dem User die relevantesten Webseiten zu präsentieren, wodurch ein Ranking entsteht.
[
18
]
 Es bleibt allerdings unklar, nach welchen Kriterien die Suchmaschinen dieses Ranking erstellen. Es lässt sich vermuten, dass die Webseiten-Anbieter in Konkurrenz miteinander stehen und somit das Ranking manipulieren.
[
18
]
```

## Kommunikation im Internet als Forschungsgegenstand der IL

### Kontextfaktoren
Die Kommunikationssituation im Internet kann sich stark von der Offline-Kommunikation unterscheiden. Durch das Internet wird der Mensch in einen veränderten Kommunikationskontext gesetzt, der zu erhöhter Effizienz tendiert. Der Aufwand zur Kommunikation wird immer geringer, während der Umfang der Kommunikation selbst beständig steigt. Technische Entwicklungen, wie Tablets oder das Smartphone, haben maßgeblich dazu beigetragen, dass Menschen zur Kommunikation nicht mehr örtlich oder zeitlich beschränkt sind. Das interpersonale Kommunizieren wird folglich erleichtert.
Aus den technischen Entwicklungen ergeben sich auch unterschiedliche Ausprägungen von Interaktivität, die von quasi-synchroner bis zu asynchroner Kommunikation reichen. Der Grad der Interaktivität ist auch abhängig von der Situation und den Gewohnheiten der Kommunikationspartner, wie zum Beispiel die Kommunikation über WhatsApp. Da Nachrichten unmittelbar nach dem Senden empfangen werden können, ist eine quasi-synchrone Kommunikation prinzipiell möglich. Kann oder möchte einer der Kommunikationspartner jedoch nicht unmittelbar reagieren, wird die Kommunikation asynchron.
Auch das Phänomen der Semi-Öffentlichkeit lässt sich auf die Kommunikationseffizienz beziehen. Im Internet ist es nur schwer möglich, die Kontrolle über persönliche Inhalte zu behalten. Informationen, die ursprünglich für private Zwecke gedacht waren, können schnell in den öffentlichen Raum geraten. Abhängig von den Privatsphäre-Einstellungen, können auch fremde Menschen über soziale Netzwerke intime Einblicke in das Privatleben Anderer erhalten. Die Grenzen zwischen Privatheit und Öffentlichkeit verschwimmen und es entsteht eine Semi-Öffentlichkeit. Dennoch nutzen viele Menschen soziale Dienste und nehmen die Semi-Öffentlichkeit in Kauf, selbst wenn ein kritisches Bewusstsein über mögliche Folgeprobleme vorhanden ist. Die Grundlage für diese Semi-Öffentlichkeit wurde durch die neuen Teilnahmemöglichkeiten des Web 2.0 gelegt, durch den sich auch ein Wechsel in der Kommunikationssituation vollzogen hat.
Kommunikationspartner finden sich bei der Internetkommunikation in einem Kontext wieder, in dem sie Regeln im Umgang miteinander erlernen müssen, die sich noch im Stadium der Konventionalisierung befinden. Ansätze für solche Regeln bietet die Netiquette. Auch relevant für den Kommunikationskontext ist das Multitasking: Im Internet werden gerade von jüngeren Generationen oft viele Anwendungen gleichzeitig konsumiert. Das heißt beispielsweise, dass eine Person sich YouTube-Videos anschaut während er Textnachrichten verschickt.
Fragestellungen und Untersuchungsgegenstände, die sich aus der Kommunikationssituation ergeben:
- Wie wirkt sich der Wechsel vom Web 1.0 zum Web 2.0 auf die Kommunikation aus? Welchen Einfluss hat in diesem Zusammenhang die Semi-Öffentlichkeit?
- Wirkt sich die Kommunikationseffizienz auf den höflichen Umgang miteinander im Netz aus? Nach welchen Regeln wird kommuniziert? Inwieweit ist die Netiquette bereits etabliert?
- Wie wirkt sich Multitasking auf die Kommunikation aus?

### Technische Bedingungen und Folgen für Nutzer
Die Entstehung der Internetlinguistik wurde anfangs mit einer ähnlich idealistischen Erwartungshaltung begleitet, wie die Entstehung des Internets als Medium selbst. Pioniere des Internets träumten von einer zusammenwachsenden Gesellschaft, die sich über die Kommunikationskanäle des Internets austauscht und vernetzt. Skeptiker hielten der Online-Kommunikation jedoch vor, dass sie emotionslos und anonym sei. Für die IL als Forschungsfeld ist es jedoch vor allem relevant, dass überhaupt Kanäle entstanden sind, über die sich Nutzer miteinander austauschen und so Material für linguistische Analysen bieten. Wie eine jeweilige Kommunikation im Einzelnen verläuft, ist maßgeblich von persönlichen, situativen und technischen Einflussfaktoren abhängig und muss daher vor diesem Hintergrund betrachtet werden.
Zu Beginn der IL-Forschung waren noch Kommunikationsformen wie E-Mail oder Chat von zentraler Bedeutung. Nun sind es vor allem Beiträge aus sozialen Netzwerken wie Facebook, Twitter oder Instagram. Auch ist Sprachmaterial aus mobilen Kommunikationsdiensten wie WhatsApp oder Threema zunehmend Gegenstand von internetlinguistischen Analysen.
Als Grundvoraussetzung für moderne Internet-Kommunikation gilt die Entwicklung vom Web 1.0 zum Web 2.0. Das Web 1.0 bestand zum großen Teil aus Angeboten, die von wenigen Anwendern erstellt und von vielen Nutzern passiv konsumiert wurden. Mit dem Web 2.0 jedoch wurde der Grundstein für interaktive Internet-Kommunikation gelegt. Inhalte werden von Nutzern über Online-Dienste wie YouTube, Wikipedia und Facebook selbst erstellt. Dabei kann sich der Nutzer in einem Spektrum von rein privater (z. B. verschlüsselte E-Mails und Messenger-Programme wie Jabber oder Signal) bis hin zu vollständig öffentlicher Kommunikation (z. B. Blogs) bewegen.
Parallel zur Entwicklung vom Web 1.0 zum Web 2.0 hat die Einführung von mobilen Internetzugängen die moderne Internet-Kommunikation verändert. Wurden zu Beginn der 2000er-Jahre Dienste wie WAP oder UMTS schlecht angenommen, nahm mit der zunehmenden Verbreitung von Smartphones auch die Nachfrage nach mobilem Internet zu. Auf den modernen Geräten mit hoch entwickelten Displays in Form von Touchpads ist die Navigation im Internet deutlich einfacher und flexibler als auf klassischen Handys.
Das veränderte Kommunikationsverhalten durch mobile Online-Dienste hat auch Auswirkungen auf die Psyche des Nutzers. Mit der ständigen Verfügbarkeit entsteht eine Erwartungshaltung zwischen den Kommunizierenden, die Veränderungen der jeweilig zwischenmenschlichen Beziehung herbeiführen kann. Indem das eigene Kommunikationsverhalten hinterfragt wird, kann sich ein Internetnutzer vor einer möglichen Informationsüberflutung schützen. Dazu steht jeder Internetnutzer vor der Frage, in welchem Umfang er seine privaten Daten im Internet öffentlich machen möchte. Durch die Darlegung von privaten Informationen kann eine Angriffsfläche entstehen, die andere eventuell als Vorlage zum Cybermobbing verwenden können. Die beschriebenen Phänomene lassen sich durch die IL an sprachlichen Äußerungen untersuchen, um Erkenntnisse darüber zu erlangen, welche Folgen moderne Prozesse der Internet-Kommunikation für den User haben.

### Beschreibung von Kommunikation im Internet
Die Herausforderung der IL ist die adäquate Beschreibung von Kommunikation im Kontext des Internets. Klassische Modelle, wie der von Koch/Oesterreicher können die Komplexität der Internetkommunikation nicht mehr vollständig erfassen. Kommunikation wird dort in mediale und konzeptionelle Merkmale unterteilt, die im Zusammenhang zueinander stehen. Der mediale Aspekt bezieht sich dabei auf die konkrete Realisierungsform. Die Konzeption beschreibt den Duktus einer Äußerung. Eine Übersicht zeigen Marx/Weidacher:
| Konzeption → Realisierung ↓ | gesprochen                       | geschrieben                            |
| phonisch                    | vertrautes Face-to-Face Gespräch | (im Vorhinein ausformulierter) Vortrag |
| graphisch                   | abgedrucktes Interview           | Verwaltungsvorschrift                  |

Etwas phonisch Realisiertes korreliert tendenziell auch auf der Ebene der Konzeption Merkmale der gesprochenen Sprache. Das gilt auch für die graphische Realisierung. Folgende Merkmale lassen sich feststellen:
| Mündliche Kommunikation        | Schriftliche Kommunikation     |
| ------------------------------ | ------------------------------ |
| Kopräsenz der Kommunizierenden | räumlich-zeitliche Distanz     |
| synchron                       | asynchron                      |
| interaktiv - dialogisch        | nicht interaktiv - monologisch |
| (tendenziell) persönlich       | (tendenziell) unpersönlich     |
| multimodal                     | monomodal                      |

Die Internetkommunikation zeichnet sich durch Merkmale konzeptioneller Mündlichkeit, auch Oralliteralität genannt, aus. Obwohl es sich um eine medial verschriftliche Form von Kommunikation handelt. Es ist eine dialogische und quasi-synchrone Kommunikation möglich, die in dem Modell von Koch/Oesterreicher nicht mitbedacht wird. Nicht beachtet werden zudem Fälle, in denen eine Konvertierung von einer medial mündlichen in eine medial schriftliche Form und umgekehrt vollzogen wird, wie mit Hilfe von Computerprogrammen möglich.
Auch bleibt die Rolle des Mediums unbeachtet. Dies ist kritisch, da das Medium der entscheidende Faktor sein kann, der die Art der Kommunikation formt. Zum Beispiel entscheidet die Art des Mediums, ob eine quasi-synchrone Kommunikation möglich ist und auch wie sehr die Kommunikationspartner aufeinander reagieren und somit in Interaktion treten können.
Auch wenn sich Teilnehmer beim Chatten oder Instant Messaging als Gesprächsteilnehmer wahrnehmen und mündlich kommunizieren, entspricht dies nicht zwingend einem Gespräch. Die klassische Definition eines Gesprächs beinhaltet medial mündliche Kommunikation und unmittelbaren Kontakt zwischen den Kommunizierenden, der so beim Chatten oder Instant Messaging nicht möglich ist. Ein Aufgabenbereich der IL ist es daher eine Einordnung vorzunehmen und Mittel zur adäquaten Beschreibung der Kommunikation im Internet zu finden.

### Textuelle Online-Kommunikation
Aus der Perspektive der Textlinguistik stellt sich die Frage, inwiefern für die Analyse von Online-Texten eine Internet-Textlinguistik benötigt wird. Zum einen spiegeln Textstrukturen im Internet Elemente und Muster wider, die bereits aus traditionellen Texten bekannt sind, so dass eine internetspezifische Textlinguistik nicht erforderlich erscheint. Zum anderen können prototypische Merkmale von herkömmlichen Texten relativ deutlich von typischen Merkmalen in Internet-Texten abgegrenzt werden:
| Merkmale prototypischer herkömmlicher Texte | Besondere Merkmale von (vielen) Texten im Internet |
| ------------------------------------------- | -------------------------------------------------- |
| Stabilität                                  | Fluidity                                           |
| Abgeschlossenheit                           | Hypertextualität                                   |
| Sprachlichkeit/Schriftlichkeit              | Multimodalität                                     |
| Monologizität                               | Dialogizität                                       |

In der Gegenüberstellung erscheint der Ansatz, Internet-Texte nur auf Basis von theoretischen und methodischen Grundlagen zu untersuchen, die zur Analyse von beispielsweise traditionellen Print-Texten entwickelt wurden, als begrenzt anwendbar. Die Anpassung von Theorien und Methoden der Textlinguistik auf Texte in spezifischer Online-Umgebung hingegen erscheint sinnvoll.

## Sprache im Internet als Forschungsgegenstand der IL

### Gibt es eine Internetsprache?
Die Wissenschaft ist sich mittlerweile weitestgehend einig, dass es keine internetspezifische Sprache gibt, die einzig für die Kommunikation im Netz verwendet wird. Dafür sprechen folgende Argumente:
Zum Ersten gibt es keine Sprache mit eigener Systematik. Jeder Nutzer ist unabhängig von der zugehörigen Sprachgemeinschaft in der Lage, innerhalb des Internets zu kommunizieren. Es ist nicht erforderlich eine Internetsprache wie eine Fremdsprache zu lernen. Eine Ausnahme bildet lediglich die Auszeichnungssprache HTML.
Zum Zweiten würde eine spezifische Internetsprache einen homogenen Sprachraum voraussetzen. Das Internet ist jedoch ein Hybridmedium aus verschiedenen Teilstücken. Lexika und Blogs sind genauso Teil des Mediums wie die Präsentation von diversen Firmen, Produkten oder Universitäten. Allein diese thematische Heterogenität setzt die Verwendung unterschiedlicher Sprachen voraus, die nicht ausschließlich im Netz verwendet werden.
Daraus ergeben sich auch verschiedene Arten der sprachlichen Gestaltung. Das Spektrum umfasst einen umgangssprachlichen Stil in sozialen Netzwerken ebenso wie einen Wissenschaftsstil in Onlinepublikationen. All diese Stile sind durch ihre Herkunft und durch berufliche Anforderungen geprägt. Ihren Ursprung haben sie außerhalb des Netzes.
Der Idiolekt jedes Nutzers führt dazu, dass selbst innerhalb der gleichen Kommunikationsform (Chatumgebungen, Foren, Blogs etc.) unterschiedliche Ausdrucksformen entstehen.
Ein letztes und entscheidendes Argument gegen die Existenz einer Internetsprache ist eine immer stärker werdende Übertragung von vermeintlich internetspezifischen Phänomenen in Bereiche der Offline-Kommunikation. Akronyme, wie YOLO (you only live once), oder Hashtags finden ihre Verwendung auch innerhalb offline geführter Kommunikation. Ebenso tauchen Emoticons auf T-Shirts oder Flyern auf und lösen sich so aus ihrer Online Umgebung.

### Phänomene im Sprachgebrauch und in der Internetkommunikation
Obwohl es keine Internetsprache gibt, lassen sich dennoch internetspezifische Phänomene innerhalb der Internetkommunikation beobachten. Sie sind durch die besonderen Kommunikationsbedingungen im Internet entstanden und zeigen, wie sich Sprachverwender der veränderten Kommunikationssituation anpassen können. Da eine Abgrenzung von der reinen Online-Kommunikation zur Offline-Kommunikation oft schwierig ist, muss deutlich sein, warum einzelne Merkmale internetspezifisch und somit als Untersuchungsgegenstand der IL gelten. Folgende Leitfragen können Hinweise liefern:
- Wo finden wir in den Datensammlungen der gesprochenen und geschriebenen Texte im Internet Hinweise auf neue Kommunikationsbedingungen?
- Finden wir diese auf allen linguistischen Beschreibungsebenen?
- Welche neuen Wörter sind entstanden und warum ist das linguistisch relevant?
- Wo wird durch das WWW eine Bedeutungsveränderung motiviert?
- Welche Prozesse laufen beim Verstehen von Wörtern ab, die im Netz anders verwendet werden?[1]

Im Folgenden sollen einzelne Phänomene der Internetkommunikation herausgegriffen und diskutiert werden.

#### Emoticons
Emoticons sind Zeichen, die dazu verwendet werden, komplexe emotionale Sachverhalte und Handlungen kompakt und effektiv darzustellen. Neben der Übermittlung von affektiv emotionalen Informationen werden durch die Verwendung von Emoticons Komponenten der Online-Kommunikation um die der Offline-Kommunikation erweitert. Smileys können Gesichtsausdrücke nachbilden und drücken so oft Gefühls- und Stimmungslagen ab (☺, ☹, :-D etc.), die in der direkten Kommunikation über die Mimik vermittelt werden. Sie können aber auch nonverbale Botschaften wie Gestik und Stimmlage ersetzen. Der Zwinker-Smiley (;-)) begleitet beispielsweise häufig Bemerkungen, die nicht ernst gemeint sind. Während in der direkten Kommunikation die Stimmlage als Signal von Ironie benutzt wird, werden diese Signale in der Online-Kommunikation häufig durch Emoticons ersetzt. In der alten SMS-Kommunikation kamen vor allem durch Satzzeichen generierte Smileys (z. B. :-)) zum Einsatz. In Messenger Diensten wie WhatsApp können Nutzer über eine separate virtuelle Tastatur aus einer großen Anzahl an Bildern wählen. Diese Zeichen sind in unterschiedliche Kategorien unterteilt, zu denen u. a. Verkehrszeichen und Bilder von Tieren, Esswaren oder Pflanzen gehören. Sie können teilweise sogar den Begleittext ersetzen. Emoticons können verschiedene Funktionen haben, die für die Bedeutung einer sprachlichen Äußerung relevant sind. Beispiele sind Spezifizierung, Hervorhebung und Abschwächung auf propositionaler aber auch auf emotionaler Ebene.

#### Wortschatzerweiterungen
Die schnelle und vielfältige Entwicklung des Internets trägt dazu bei, dass sich zahlreiche neue Termini etabliert haben. Man kann von einer zusätzlichen lexikalischen Dimension sprechen. Es ist eine lexikalische Lücke entstanden, die mit internetspezifischen Termini gefüllt wurde. Infolgedessen kam es zu massiven Wortschatzerweiterungen. Neubildungen dieser Art werden auch in der Offline-Kommunikation benutzt. Man kann die Erweiterungen vielfältig kategorisieren und unendlich fortführen. Die folgende Liste bietet einige Beispiele:
| Wortschatzfelder           | Neuer Terminus                                       |
| -------------------------- | ---------------------------------------------------- |
| Internetangebote           | Facebook, Twitter, YouTube, Tumblr, Instagram        |
| (kommunikative) Handlungen | bloggen, chatten, twittern, googeln, spammen         |
| Technik                    | Intranet, Browser, App, Cookie, QR-Code              |
| Unterhaltung               | Flashmob, Feed, Netiquette                           |
| Wirtschaft                 | Social Media Marketing, Online-Shop, Online-Banking  |
| Gesellschaft               | Digital-natives, Intranet-Generation, Netz-Community |

Die Veränderungen innerhalb eines bestehenden Wortschatzes beschränken sich nicht nur auf die Bildung und Etablierung neuer Wörter. Die Adaption von internetspezifischen Termini erfolgt vor allem auch auf grammatisch-morphologischer Ebene. Auffällig ist hierbei, dass aufgrund der Übernahme englischer Elemente einige Wortbildungsarten häufiger vorkommen, die für das Deutsche nicht typisch sind. Neben Komposition und Derivation finden sich so auch zahlreiche Beispiele für Konversion und Kontamination:
- Komposition (Zusammensetzung): z. B. photo-blog.
- Derivation (Ableitung): z. B. blogg-er und davon ausgehend blogg-er-in.
- Konversion (Wortartenwechsel): z. B. engl. blog → (to) blog; dt. Blog → bloggen
- Kontamination (Wortkreuzung): z. B. Vlog (Video+Blog), Blargon (Blog+Jargon).[1]

#### Akronyme und Abkürzungen
Zwei weitere Arten zur Entwicklung neuer Wörter sind Akronyme und Abkürzungen. Sie sind charakteristisch für die Internetkommunikation. Diese beiden Phänomene gehen stark ineinander über und setzen sich aus einzelnen Buchstaben zusammen. Meist handelt es sich um die Anfangsbuchstaben zweier oder mehrerer Wörter. Ausgesprochen werden entweder jeder einzelne Buchstabe für sich (z. B. afk), oder die ganze Buchstabenfolge, wenn dies artikulatorisch möglich ist (z. B. lol). Akronyme können flektiert werden, wie zum Beispiel in asapst (as soon as possible –st) und werden vor allem beim Chatten und Twittern, aber auch in E-Mails eingesetzt, weil sie sehr platzsparend und ökonomisch sind. Darüber hinaus kann die Verwendung von Akronymen eine gewisse Zugehörigkeit zur Internet-Community signalisieren und somit zu Sozialisierungsprozessen beitragen. Eine kleine Auswahl soll einen ersten Überblick geben:
| - afk     | → away from keyboard (nicht am Computer)                                |
| - eig     | → eigentlich                                                            |
| - fyi     | → For your information (zu deiner Information)                          |
| - lol     | → laughing out loud (laut am Lachen)                                    |
| - plz/pls | → please (bitte)                                                        |
| - rofl    | → rolling on the floor laughing (rolle gerade auf dem Boden vor Lachen) |
| - thx     | → thanks (danke)                                                        |
| - vllt    | → vielleicht                                                            |
| - yolo    | → you only live once (du lebst nur einmal)                              |

#### Interjektionen
Interjektionen, oder auch Soundwörter genannt, sind verschriftlichte tonale Zeichen wie „hmm“, „grumpf“, „argh“, „öhm“, „hihi“ usw. Sie ahmen auditiv wahrnehmbare Ereignisse nach und deuten Gedankenprozesse oder Emotionen an. Die häufigste Art diese direkte Mündlichkeit schriftlich auszudrücken geschieht über das Simulieren von Lachen (haha, ha ha), sowie das Ausdrücken von Erstaunen, Überraschen oder Bedauern (oh). Eine ebenso häufige Interjektion ist „hm“. Dieses Soundwort fungiert vorrangig als Hörerrückmeldung und signalisiert dem Gegenüber, dass man sich am Computer, Handy o. Ä. befindet und die Nachricht gelesen hat. Interjektionen allgemein ähneln in ihrer Funktion Emoticons. Sie sind gewissermaßen ausgeschriebene Smileys und stellen somit eine weniger ökonomische Variante dar.

#### Iterationen
Als Iteration wird die Verdopplung (oder mehrfache Verdopplung) von einzelnen Buchstaben oder Interpunktionszeichen bezeichnet (z. B. halloooo). Dieses sprachliche Merkmal wird vor allem als kompensierendes Mittel zur Verdeutlichung der Prosodie oder als Ersatz für Steigerungsformen verwendet. So kann eine positive Emotion durch eine Iteration :-)))) gesteigert werden. Eine konsequente Großschreibung, wie in „OOOOOOOHHHHHHHHHH“, wird für den sprechsprachlichen Parameter Lautstärke angewendet. Die Iteration von Zeichen hingegen steht für Dehnungen und Intonationskonturen und wird zumeist dafür eingesetzt um eine Emphase zu markieren. Beide Strategien finden sich auch kombiniert.
Iterationen können, wie die meisten sprachlichen Merkmale in der Internetkommunikation, als Ersatz von non- und paraverbalen Mittel eingesetzt werden und bieten einen ökonomischen Vorteil. So zieht eine Verdopplung von Buchstaben oder Interpunktionszeichen weniger Aufwand mit sich, als die jeweilige Paraphrasierung.

#### Inflektive
Inflektive, oder auch Aktionswörter, sind Adaptionen aus der Comicsprache. Grammatisch betrachtet handelt es sich um Verbstämme ohne Flexionsendung. Sie werden meist in Asterisken (Sternchen) oder spitze Klammern gesetzt und dazu verwendet para- oder nonverbale Handlungen sprachlich zu simulieren. Beispiele sind *zwinker*, *würg* oder auch *lach*. Auf diese Weise können psychische oder physische Befindlichkeiten und Handlungen ohne aufwändige Paraphrasierung sprachökonomisch dargestellt werden.
Bsp.:
die #SPD Bauwurst...*würg* mir ist jetzt schlecht!
(arijibeer, Twitter, 30. Mai 2015, 11:18)
Ellipsen
Ellipsen, Auslassungen auf syntaktischer Ebene, sind ein häufig auftretendes Phänomen innerhalb der Internetkommunikation. Hier spielen vor allem sprach- und zeitökonomische Gründe eine wichtige Rolle.
Bsp.:
voll süß aber
(justin, Twitter, 6. Juni 2015, 12:04)

#### Leetspeak
Leetspeak ist eine Art Zeichensprache. Einzelne Buchstaben oder Wörter werden durch ähnlich aussehende Zahlen ersetzt (z. B. L3375P33k = Leetspeak). Ihren Ursprung findet sie in der Computerszene. Dort fungierte sie als eine Art Geheimsprache, die deutlich schwerer zu entschlüsseln ist. Besonders junge Nutzer bedienen sich Elementen aus der Leetspeak. User ersetzen einzelne Grapheme oder Silben durch Zahlen, wie zum Beispiel in n8 (Nacht) oder w8 (wait).

#### Hashtags
Hashtags bezeichnen ein Wort oder eine Zeichenkette mit vorangestelltem Rautezeichen. Sie fungieren als Meta-Tags und dienen als Verschlagwortung innerhalb eines Fließtexts, als Bild- und Videounterschriften oder werden einem Fließtext voran- bzw. nachgestellt. Diverse Dienste wie Facebook, Instagram und Twitter nutzen Hashtags, um die Suche nach Begriffen innerhalb des jeweiligen Netzwerks zu erleichtern. Die Art der verschlagworteten Begriffe reicht von Namen einzelner Personen, Veranstaltungen und Ereignissen bis hin zu Slogans, die aus der Werbebranche oder innerhalb der Nutzergemeinde entstanden sind. Sie referieren häufig auf (mediale) Ereignisse. Dabei ist völlig unerheblich, ob sich Hashtags aus Buchstaben, Zahlen oder Zeichenketten zusammensetzen.
Hashtags dienen jedoch nicht allein als Verschlagwortung, sondern können sehr unterschiedliche Funktionen erfüllen. Durch das Setzen von Hashtags unter Bildern auf Instagram zum Beispiel, kann man das auf dem Foto Dargestellte auf äußerst sprachökonomische Weise umschreiben. Es erscheint bei entsprechender Suche zusammen mit Fotos all jener Nutzer, die ein Bild mit gleichem Hashtag veröffentlicht haben und kann so einer gewissen Interessengruppe zugeordnet werden (#lovewins). Auf Twitter wird ein Hashtag meist einem bestimmten (Diskussions-)Thema zugeordnet. Jeder, der sich zu einem bestimmten Thema äußert, nutzt den zuvor festgelegten Hashtag innerhalb seines Tweets und wird mit seinem Kommentar für jeden sichtbar, der sich auf der jeweiligen Plattform für das diskutierte Thema interessiert. Der Nutzer kann außerdem direkt auf zuvor veröffentlichte Kurznachrichten referieren (#jesuischarlie).

#### Memes
Ein Internet-Meme ist die humoristische/sarkastische Reaktion der Internetgemeinde auf ein (mediales) Ereignis. Ein Meme-Motiv kann ein Foto, Kunstwerk oder ein Film sein, der mit einem Text versehen ist. Der Text bezieht sich inhaltlich sowohl auf das Bild, als auch im weitesten Sinne auf ein Ereignis, auf das in sarkastischer Weise Bezug genommen wird. Das Bild und der Text können nur in Kombination miteinander von den Nutzern verstanden werden.

## Praxisrelevante und fachbereichsübergreifende Aspekte der Internetlinguistik
Als Schnittstellendisziplin und Teilgebiet der angewandten Linguistik, sind praxisrelevante Aspekte der IL innerhalb der Forschung ausschlaggebend. In vielen Bereichen sind es nicht nur aus sprachlichem Interesse motivierte Fragestellungen sowie Ergebnisse, die den Forschungsbereich der IL ausmachen. Auch beispielsweise eine medienwissenschaftliche Betrachtung des World Wide Web wirft Fragestellungen auf, die durch eine Betrachtung der Sprache im Internet gelöst werden. So kann die Debatte über die Qualität von Journalismus im Internet (beispielsweise in Expertengesprächen) auch anhand sprachanalytischer Methoden angegangen werden.
Sozial- und Verhaltenswissenschaften können ebenfalls Schlüsse aus der Analyse sprachlicher Kommunikation im Internet ziehen. Untersuchungen zum Thema Cyber-Mobbing sind ein Beispiel dafür.
Weitere Rückschlüsse auf andere gesellschaftliche Bereiche aus der Sprachanalyse der Online-Kommunikation sind möglich. Ein denkbarer Anwendungsbereich sind Ergebnisse zur Verbindlichkeit von sprachlichen Äußerungen, beispielsweise die rechtliche Verbindlichkeit von Vertragszusagen oder die Behandlung der Frage, wann gesetzliche Online-Geschäftsbedingungen klar und verständlich sein müssen.
Als interdisziplinärer Ansatz lässt sich keine klare Trennung der jeweiligen Wissenschaften vornehmen. In der Forschung zum Thema Cybermobbing beispielsweise können sozialwissenschaftliche, psychologische oder medientheoretische Methoden neben linguistischen Methoden angewandt werden. Der entsprechende Forschungsoutput der Einzeldisziplinen, der von anderen Bereichen aufgegriffen wird, kann dementsprechend nicht klar definiert werden. Es handelt sich eher um ein Ineinandergreifen von Methoden und Ergebnissen, das mehr praktisch und am Forschungsgegenstand orientiert ist als an bestimmten Fachbereichen. Wie in anderen Bereichen, die sich auf zwischenmenschliche Vorgänge beziehen, kann eine Untersuchung der Sprache Ausgangspunkt für weitreichende Themenfelder sein.

### Internetlinguistik und Datenverarbeitung
Mit der Entwicklung des Web 3.0 und dem Fortschritt der technischen Verarbeitung und Produktion von Sprache, ergeben sich Schnittstellen zwischen sprachwissenschaftlichen und technischen Disziplinen in Form von geteilten Methoden sowie durch Aufgreifen der Erkenntnisse etc.
Zum einen betrifft dies den informationstechnischen Umgang mit Sprache, den Bereich der Computerlinguistik.
Zum anderen kann Sprache als Informationsträger betrachtet werden, der Informationen in Form unstrukturierter Daten enthält. Der technische Vorgang, Daten aus natürlicher Sprache zu extrahieren, nennt sich Information Extraction. Dieser technisch basierte Umgang mit Sprache lässt sich unterscheiden in automatische Sprachverarbeitung und automatische Sprachproduktion.

#### Automatische Sprachverarbeitung
Automatische Sprachverarbeitung spielt eine bedeutende Rolle im Bereich der Mensch-Computer-Interaktion: Natürlichsprachliche Eingaben vereinfachen den Umgang mit einer Maschine, speziell dem Computer. Die Voraussetzungen dafür sind vor allem bei der Interaktionen mit vernetzten Geräten gegeben, weshalb es sich hierbei um eine Schnittstellendisziplin mit der IL handelt. Beispiele für entsprechende Dienste sind die Software Siri, Google Now sowie semantische Suchmaschinen.
Außerdem erfolgt Information Extraction zur Gewinnung von Daten, die digital weiterverarbeitet werden können. Sie müssen strukturiert auf Basis von Korpora vorliegen, die im Allgemeinen auf Online-Texten basieren. Daher ergeben sich auch hier Schnittstellen zum Bereich der IL. Ein Beispiel für entsprechende Informationsdatenbanken sind Wikidata sowie Googles Knowledge Vault.
Suchmaschinenranking ist ein Vorgang, der eng mit im Web realisierter und verarbeiteter Sprache zusammenhängt. Der Textproduzent möchte sprachlich so agieren, dass die eigenen Produkte im Suchmaschinenranking höher angeordnet werden. Dieser Bereich nennt sich Suchmaschinenoptimierung. Ziel ist, dass der Algorithmus, mit dem die Inhalte automatisiert bewertet werden, eine vorteilhafte Einordnung vornimmt. Relevant waren dazu bisher vor allem Hyperlinks (PageRank). Ein Forschungsbereich der IL ist die Untersuchung von Sprache, die unter diesen Vorgaben realisiert wurde und die Wechselwirkung mit nicht im Internet realisierter Sprache.
Fortschritte im Bereich der automatisierten Sprachverarbeitung machen neuere Ranking-Methoden möglich. So kündigte Google im Februar 2015 an, Internetseiten auch nach Vertrauenswürdigkeit bewerten zu wollen. Aus den zu bewertenden Textinhalten werden über Information Extraction die behaupteten Fakten entnommen und mit einer Wissensdatenbank abgeglichen. Diese Datenbank wurde über Information Extraction aus einem Webkorpus erstellt. Die Übereinstimmung der entnommenen Informationen mit der Wissensdatenbank bildet die Größe der Vertrauenswürdigkeit.

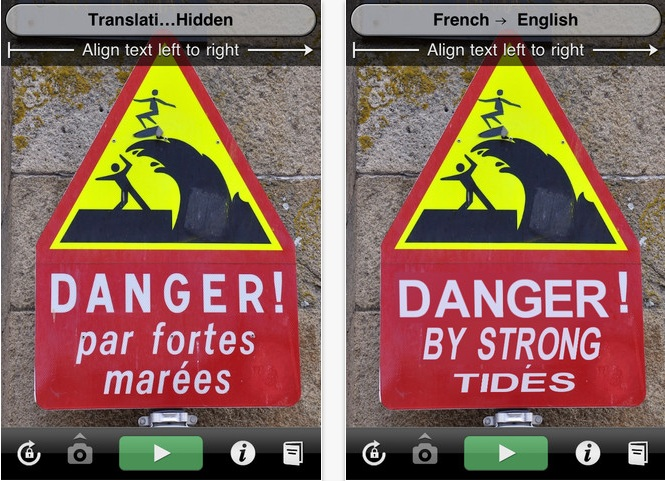
Beispiel für mobile automatische Übersetzung schriftlicher Texte: WordLens

Maschinelle Übersetzungsdienste spielen eine gesonderte Rolle. Internationale Verfügbarkeit, das Vorliegen der Texte in digitaler Form und Angebote, z. B. von Google oder Facebook, Webinhalte sofort und unkompliziert automatisch zu übersetzen, sorgen dafür, dass eine potentielle Übersetzung beim Verfassen von Texten eine Rolle spielt (Übersetzungsgerechtes Schreiben).
Forschungsfelder für die IL sind dabei einerseits die formalen Eigenschaften von entsprechend gestalteten Äußerungen. Andererseits stellen sich Fragen bezüglich des Einflusses auf Sprache im Allgemeinen. Dazu zählt auch die Nutzung mobiler Internetgeräte, die es ermöglichen, jede Art von Äußerung zu digitalisieren und damit in einen möglichen Kontext der automatischen Sprachverarbeitung und Übersetzung zu bringen.
Ein Beispiel für diesen Effekt sind Apps wie Word Lens oder die mobile Version von Google Übersetzer, die schriftliche und mündliche Äußerungen per Kamera und Mikrofon direkt übersetzen können.
Folglich handelt es sich bei einem Teil der im Netz verfügbaren Texte um automatisch übersetzte Texte und somit um Produkte automatischer Sprachproduktion.

#### Automatische Sprachproduktion
Bei der automatischen Sprachproduktion wird auf Erkenntnisse der formalen Linguistik zurückgegriffen. Für einen empirischen Ansatz ist vor allem interessant, inwiefern solche Texte auffindbar sind, welche Eigenschaften sie haben und welche Rolle sie in der menschlichen Kommunikation spielen.
Beispiele für solche Texte sind die automatischen Übersetzungen, automatisch erzeugte Pressemeldungen oder durch automatische Vervollständigung respektive Autokorrektur erzeugte Texte.

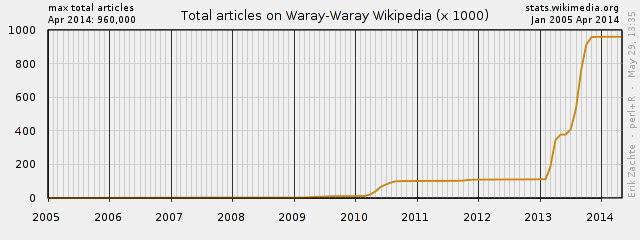
Zeitlicher Verlauf der Anzahl der Artikel der Wáray-Wáray-Wikipedia

Die Relevanz solcher Texte für Kommunikationsvorgänge lässt sich anhand verschiedener konkreter Beispiele belegen. Es gibt eine Wikipedia-Version auf der philippinischen Sprache Waray-Waray, die bei 88 aktiven Nutzern etwa eine Million Artikel umfasst. Der Grund dafür liegt in automatisch von anderen Wikipedias übersetzten Artikeln: verschiedene Programmierer sorgten mit Bots, die automatische Übersetzungen vornehmen, für ein schnelles Ansteigen der Artikelzahlen.
Maschinell erzeugte Pressenachrichten lieferten vor allem in den USA Stoff für Diskussionen. In Kalifornien gibt beispielsweise die Software Quakebot Meldungen über Erdbeben in Form von Pressetexten heraus. Ein weiteres Beispiel stellt der Wikipedia Live Monitor dar, der Meldungen automatisch aus Wikipedia-Aktualisierungen generiert.
Für eine Untersuchung der Kommunikationsvorgänge in der IL sind neben den erstellten Sprachprodukten auch folgende Diskurse und die Auswirkungen auf die Alltagssprache interessant. Beispielsweise lässt sich in der SMS- und Online-Kommunikation eine Nachfolgekommunikation über fehlerhaft korrigierte Äußerungen beobachten und damit Kommunikationsvorgänge, die sonst gar nicht stattfinden würden. Zudem stellt sich die Frage, wie sich natürliche Sprache angesichts der Möglichkeit ihrer Verarbeitung und Produktion durch Künstliche Intelligenz verhält.

### Unterschiede in der Methodik der Linguistik und der Datenverarbeitung
Bezüglich der Methodik und der Schwerpunktsetzung lässt sich festhalten, dass die Informatik und die Linguistik häufig verschiedene Ansätze verfolgen, die in der IL als Schnittstellendisziplin aufeinandertreffen. Die Linguistik untersucht Sprache, die inneren Zusammenhänge und ihre Struktur. Deshalb werden sowohl Einzeläußerungen als auch soziale Aspekte als relevant erachtet. Dabei wird der Fokus auf die Rolle von Kommunikator und Rezipient gelegt. Im Bereich der Datenverarbeitung liegt der Schwerpunkt auf in der Sprache explizit kodierte Informationen. Durch die Menge an Daten, mit denen automatisiert umgegangen wird, geraten Einzelfälle in den Hintergrund. Relevante Aspekte sind dabei der formale, strukturelle Aufbau von Sprache, falls sprachinterne Aspekte überhaupt betrachtet werden: Teilweise wird der Fokus, zum Beispiel im minimally supervised learning-Ansatz, lediglich auf die Nennung von bestimmten Argumenten in Sätzen gelegt, ohne dabei die syntaktische oder semantische Dimension des restlichen Satzes zu berücksichtigen.
Fraglich bleibt, inwiefern Aspekte wie Pragmatik und Informationsstrukturen in Zukunft bei automatischer Sprachverarbeitung berücksichtigt werden können.